# Warhammer: Vermintide 2
Warhammer: Vermintide 2 — кооперативный экшен от первого лица, разработанный и изданный компанией Fatshark, продолжение выпущенной в 2015 игры Warhammer: End Times - Vermintide. Игра вышла 8 марта 2018 года на платформе Windows,а также на платформе Xbox One 11 июля 2018 года, на платформе PlayStation 4 игра вышла 18 декабря 2018 года.

## Сюжет
Действие разворачивается вокруг имперского города Хельмгарт, где пятерке отважных героев вновь предстоит сразиться не только против полчищ скавенов, но и против нового могущественного врага — сил Хаоса, последователей культа Нургла, наступающих на земли Империи и союзные ей области.

## Игровой процесс
Warhammer: Vermintide 2 основан на вселенной Warhammer Fantasy, где игроки сражаются в кооперативе против сил Хаоса и расы антропоморфных крыс — скавенов.
Игрок, так же как и раньше, может выбрать одного из пяти доступных героев, каждый из которых обладает уникальными навыками и способностями. Только теперь для каждого героя открыто по 3 специализации, радикально меняющие игровой процесс. Итого для прохождения доступно 15 карьер.
Как и раньше в миссии принимает участие 4 героя, если по каким-либо причинам вам не удалось найти человека который бы составил вам кампанию в прохождении задания, его место занимает компьютер.
После того как игроки прошли миссию, им в случайном порядке выпадают различные вещи — амуниция и вооружение. Так же, помимо всего прочего, возможно выпадение «героических деяний» — задания на выполнение одной из миссий с усложненным игровым процессом. Проходить «героические деяния» со случайными людьми нельзя, либо в одиночку, либо с друзьями.

## Разработка
Анонс Warhammer: Vermintide 2 состоялся в августе 2017, игровой процесс был показан 17 октября. Игра вышла на Windows 8 марта 2018 года. На платформе Xbox One игра вышла 11 июля 2018 года, 18 декабря 2018 года игра вышла на платформе PlayStation 4.
В декабре 2018 года вышло второе дополнение «Назад в Убершрайк».
На август 2019 года был запланирован выход расширения «Winds of Magic» (англ. Ветра магии), вводящее новую фракцию хаоса в лице зверолюдей, дополнительные испытания, город, оружие и таблицу лидеров. В режиме «Ветра магии» игрокам предстоит пройти новый набор испытаний с растущей сложностью — сплетения, пронизываемые восемью Ветрами Магии. С DLC в игру так же ввели новую сложность «Катаклизм», где опытные игроки могут испытать себя и свои сборки персонажей. Максимальный уровень персонажей был повышен до 35 уровня.
В январе 2020 года с выходом дополнения «The Curse of Drachenfels» начался второй сезон игры.
В июне вышло обновление 3.0 (третий сезон) для PC-версии игры, добавляющее меняющиеся погодные условия, косметические предметы для внутриигрового магазина, новую профессию «Рыцарь Грааля» для Марка Крубера.
В ноябре 2020 года совместно с обновлением 3.4.2 вышла новая профессия для Бардина Горекссона — Инженер Изгой.
В июне 2021 года в обновлении 4.4, вышла новая профессия для Кериллиан — Сестра Шипа.
10 декабря 2021 года с патчем 4.5, вышла новая профессия для Виктора Зальцпайра — Воин-жрец Сигмара.
13 июня 2023 года с патчем 5.0 также вышло бесплатное DLC «Karak Azgaraz» с тремя миссиями.
19 октября 2023 года с патчем 5.1 вышла новая профессия для Сиенны Фуегонасы — Некромант в соответствующем платном DLC. Так все герои получили по одной бонусной профессии.

## Критика
| Сводный рейтинг       | Сводный рейтинг                            |
| Агрегатор             | Оценка                                     |
| --------------------- | ------------------------------------------ |
| GameRankings          | 82,86 %                                    |
| Metacritic            | 82/100 (PC) 81/100 (PS4) 83/100 (Xbox One) |
| Иноязычные издания    |                                            |
| Издание               | Оценка                                     |
| IGN                   | 8,0                                        |
| Русскоязычные издания |                                            |
| Издание               | Оценка                                     |
| «Игры Mail.ru»        | 8/10                                       |

Игра получила преимущественно положительные отзывы. На сайте-агрегаторе Metacritic средняя оценка игры составляет 82 из 100 на основе 56 обзоров для платформы PC, 81 из 100 на основе 6 обзоров для платформы PS4 и 83 из 100 на основе 15 обзоров для платформы Xbox One.
Летом 2018 года, благодаря уязвимости в защите Steam Web API, стало известно, что точное количество пользователей сервиса Steam, которые играли в игру хотя бы один раз, составляет 1 252 257 человек.